# Maasvlakte

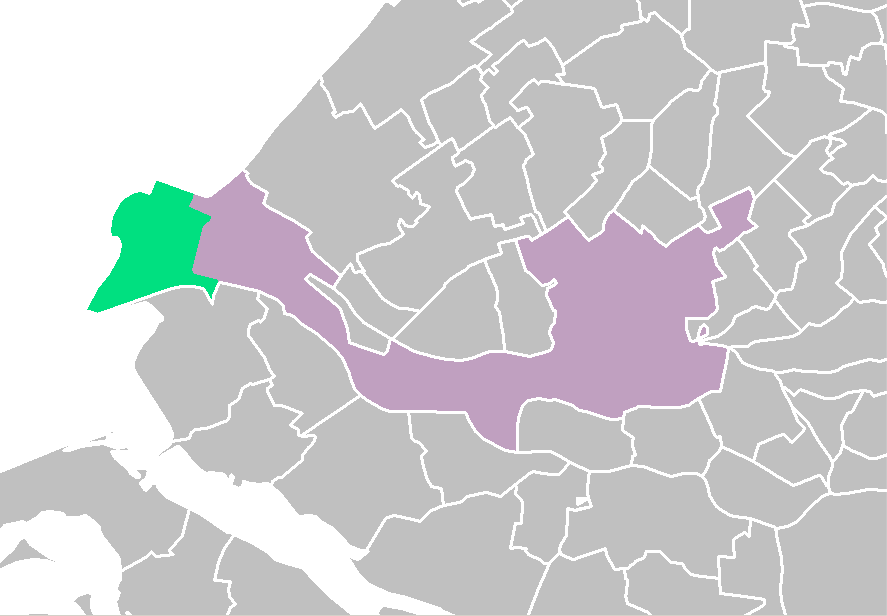
Ubicació del Maasvlakte (verd) en el municipi de Rotterdam (morat)

El Maasvlakte és una zona que forma part de l'Europoort, el Port de Rotterdam i àrea industrial a prop la ciutat de Rotterdam en els Països Baixos.
Va ser creat en el 1960s per recuperació de terra del Mar del Nord a través de dic i supleció de sorra. La sorra per la supleció fou en gran part agafada del Mar del nord i el Llac de'Oostvoorne. Aquest llac va ser creat per la construcció del Maasvlakte. Els fòssils eren (i encara poden ser) trobats en la sorra.Abans que de la finalització del Maasvlakte la zona era un banc de sorra perillós per la navegació.
El setembre de 2008 es va començar el Maasvlakte, una nova àrea expandida amb la intenció d'obrir ports nous en el Maasvlakte 2, per ús comercial dins 2013. La ampliació es va fer per polvorització de sorra en el Mar del nord i va ampliar el port de Rotterdam en 2.000 hectàrees.

## Galeria

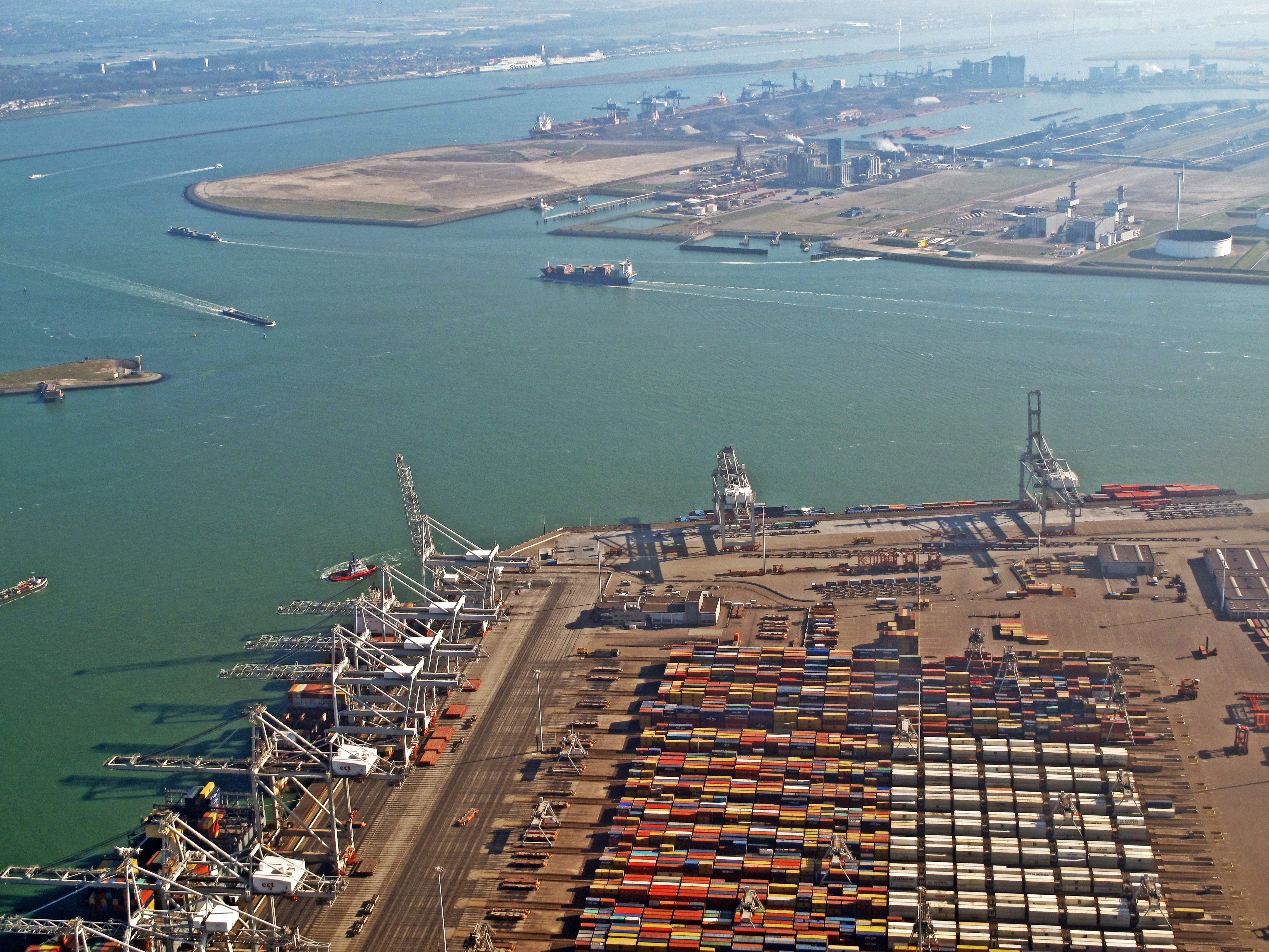
Terminal de contenidors en el Maasvlakte
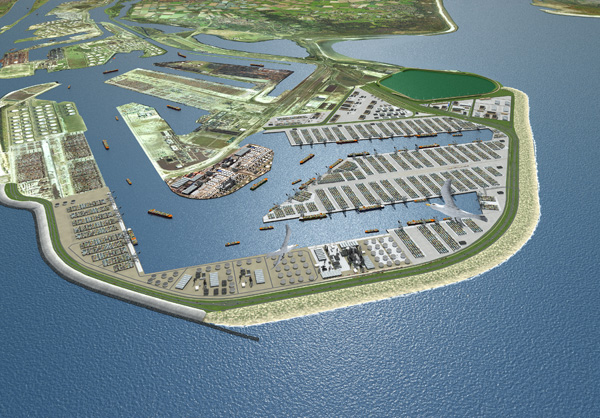
Impressió d'artista del Maasvlakte 2
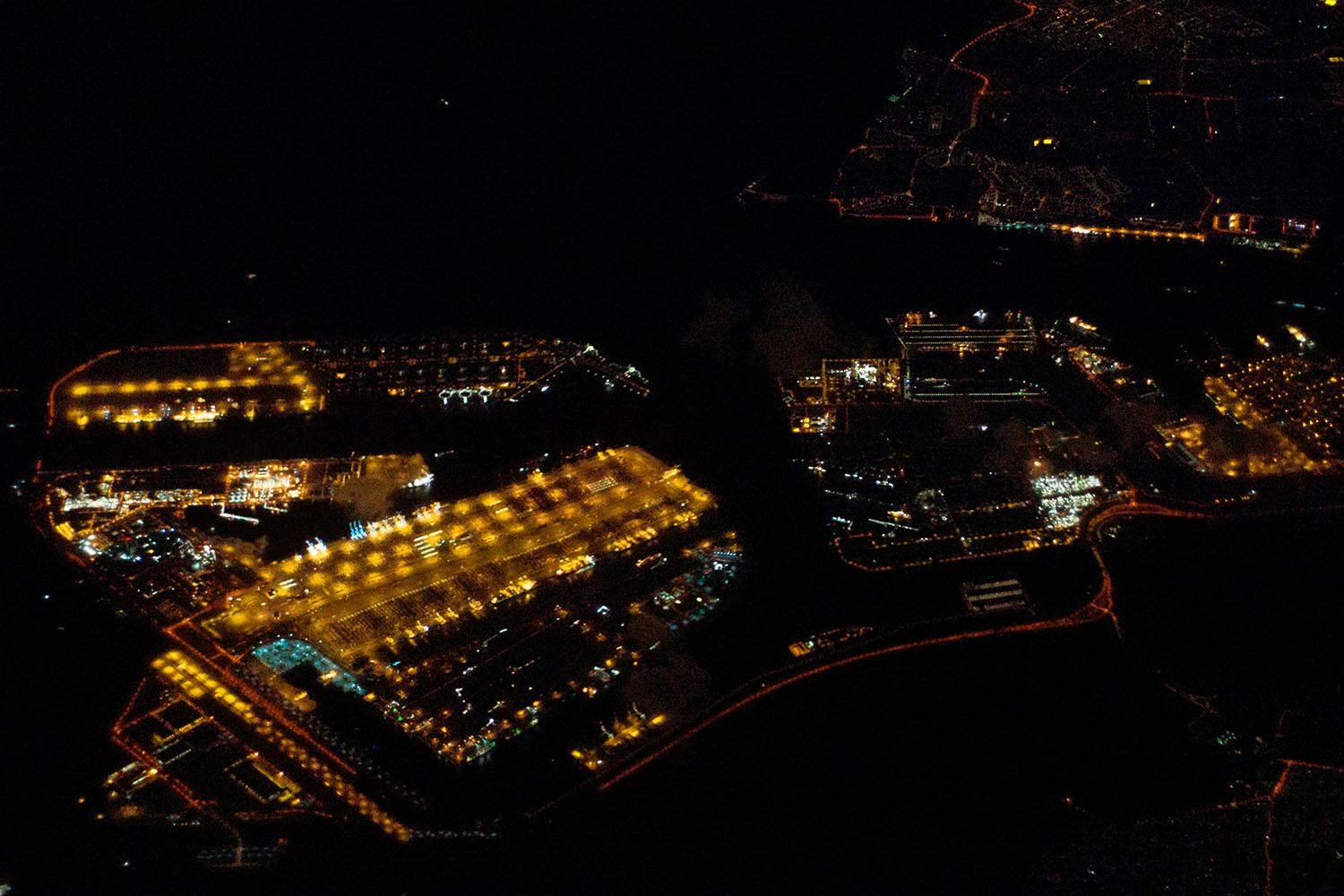
Vista aèria nord-oest de Maasvlakte a la nit a l'àrea de terminals de contenidors gran
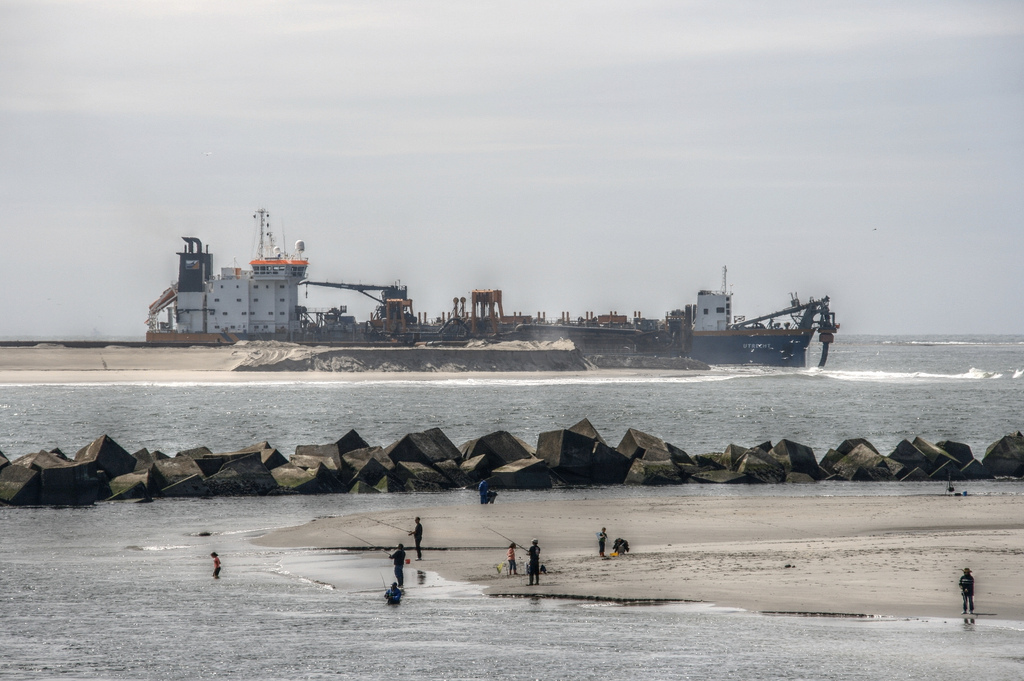
Construcció del Maasvlakte 2 dins 2009